# 3493 Stepanov
3493 Stepanov (1976 GR6) là một tiểu hành tinh vành đai chính được phát hiện ngày 3 tháng 4 năm 1976 bởi N. Chernykh ở Nauchnyj.